# Cut Copy
Cut Copy er en Electro-pop gruppe fra Australien. Deres debutalbum "In Ghost Colours" udkom i 2008.

## Diskografi
- In Ghost Colours (2008)